# Абон Фльорийски
Абон Фльорийски (на френски: Abbon de Fleury) е френски духовник и богослов.
Роден е около 945 година в Орлеан. Постъпва в близкия Фльорийски манастир, където проявява големи способности и остава да преподава и придобива широка известност. Пътува до Париж, Реймс и Англия, където основава абатството Рамзи в Хънтингдъншър. След 988 година е абат на Фльори и има значително влияние в Католическата църква, лансирайки възгледите си за реформи на монашеските общности.
Абон Фльорийски е убит на 13 ноември 1004 година по време на сблъсъци между монасите в абатството в Реол. Почитан е като светец, като паметта му се отбелязва на 13 ноември.